# Auguste Frédéric Pierre Sézille des Essarts
Auguste Frédéric Pierre Sézille des Essarts, né le 12 mars 1867 à Noyon (Oise) et mort le 10 mars 1950 à Morlincourt, est un peintre français.

## Biographie
Auguste Frédéric Pierre Sézille des Essarts est le fils de Paul Émile Sézille des Essarts et de Constance Augusta Delmotte.
Élève de Léon-Pierre-Urbain Bourgeois et d'Henri Gervex, il expose au Salon à partir de 1897.
En 1912, il épouse Hermance Blanche Léa Savisky.
Il meurt à Morlincourt (Oise) à l'âge de 82 ans.

## Œuvres exposées aux Salons parisiens
- Étude, au Salon de 1897
- Coquetterie de modèle, au Salon de 1898
- Madeleine, au Salon de 1901
- Endormie, au Salon de 1902
- Salomé recevant les conseils de sa mère, au Salon de 1903
- Le Réveil de Cendrillon, au Salon de 1904
- Bethsabée, au Salon de 1905
- Après le retour de Perrette au logis, au Salon de 1907
- L’Automne, au Salon de 1908 (Toulouse)
- Retour du marché, au Salon de 1908 (Toulouse)
- Le Bain de pieds, au Salon de 1908
- L'Indiscret, au Salon de 1909
- La Souris, au Salon de 1910
- Repentir, au Salon de 1911
- La Poudre, au Salon de 1912
- Le Tub, au Salon de 1912